# Geschiedenis van het sociaal hoger onderwijs in België
Het sociaal hoger onderwijs is een onderdeel van het hoger onderwijs in België.

## Begin
In het begin van de twintigste eeuw groeit in West-Europa de belangstelling voor een professionele hulpverlening. De massale trek naar de industriële centra van de negentiende eeuw had veel sociale ellende met zich mee gebracht. Er was behoefte aan een opgeleid en betaald korps van hulpverleners die mensen op het sociale vlak konden bijstaan. De geschiedenis van het sociaal hoger onderwijs begint in 1899 in Amsterdam. Andere plaatsen in de Westerse wereld volgen vrij snel. Behalve in België, daar is het wachten tot na de Eerste Wereldoorlog voor sociale scholen en sociale maatregelen het licht zien. Tussen 1919 en 1925 maken de wet op het kinderwelzijn en de wet op de commissies van de openbare onderstand ook hier duidelijk dat professionalisering van de hulp aan sociaal en economisch zwakkeren noodzakelijk is.

## Internationale context sociaal onderwijs
Eind negentiende eeuw starten de meeste Europese landen en de Verenigde Staten met opleidingen sociaal werk. In Groot-Brittannië - het eerste geïndustrialiseerde land - beroeren de Charity Organization Movement en de Settlementbeweging het sociale leven door promotie van het onderricht in de hulpverlening. De behoefte aan vorming en inzicht in de sociale problematiek manifesteert zich in ervaringsuitwisselingen op conferenties die in Londen in 1896 uitlopen op een scholingscomité.

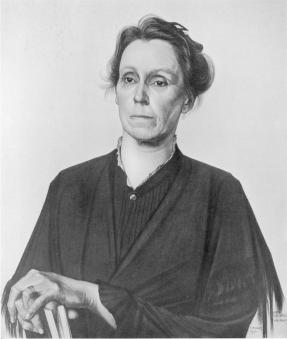
Henriette Roland Holst

In de Verenigde Staten start in 1891 een lessencyclus in Brooklyn en in 1897 presenteert Mary Richmond een instelling voor toegepaste filantropie. In 1898 richt de Duitse Vereniging voor volksopvoeding kadercursussen in. Humanistisch gezinde en sociaal-liberale initiatiefnemers starten net voor de eeuwwende in Amsterdam de Opleidingsinrichting voor Socialen Arbeid, de eerste sociale school met een tweejarige dagopleiding. Als beroepsopleiding voor sociaal werk is dit een wereldprimeur. Een van de eerste lesgevers, Henriette Roland Holst, bereidt de cursisten voor op de verzorging van kinderen die door hun opvoeders verstoten zijn, het toynbeewerk, het opzichterschap in fabrieken, de huisvesting en de armenzorg. Na de eeuwwisseling interesseren de Engelse universiteiten zich voor vergelijkbare opleidingen. In 1903 wordt in Londen de School voor sociologie of Philanthropy opgericht die vormingsinitiatieven over een tweejarige cyclus spreidt en de sociale praktijk een wetenschappelijke fundering geeft. In 1904 spiegelt de universiteit van Liverpool zich aan dit model. In dat jaar wordt in New York de School of Philanthropy opgericht die in 1919 uitgroeit tot de School of Social Work.
In Duitsland overkoepelt de Schüle für Volkspflege in 1908 kadercursussen die al een decennium op verspreide wijze bestaan.
Parijs pakt in 1912 uit met l'École Normale Sociale voor de vorming van arbeiders en leidsters van sociale werken.
De stijgende scholingsmogelijkheden gaan hand in hand met de ontwikkeling van methodieken. In 1906 wordt in Chicago een cursus gedoceerd over groepswerk met kinderen, in 1917 verschijnt de wegbereider van Mary Richmonds Social Diagnosis dat de individuele hulpverlening voorziet van inzichten uit de dieptepsychologie en de psychiatrie en in 1920 betracht de Western Reserve University een systematische aanpak van groepswerk.

## België
In tegenstelling tot de meeste Westerse landen komen in België de initiatieven traag op gang.
In het eerste kwart van de twintigste eeuw zorgen de economische heropleving en de politieke constellatie ervoor dat de democratie, de bijstandsgedachte en de sociale wetgeving mondjesmaat uitbreiden. Zo bekrachtigt het parlement op 15 mei 1912 de wet op de kinderbescherming. In dit tijdsbestek leiden vooral de socialistische arbeiders- en de katholieke vrouwenbewegingen hun propagandisten via vormingscursussen, lezingen en studiekringen (sporadisch en fragmentair) op.

### Vrouwenbeweging

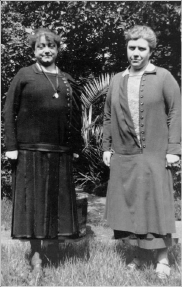
Victoire Cappe en Maria Baers

Tijdens de negentiende eeuw levert de industrialisatie hoofdzakelijk rijkdom op voor de leidende stand. Voor de arbeidersklasse is het resultaat zwarte ellende. Vrouwen zijn twaalf tot zestien uur buitenhuis om zonder sociale bescherming tegen lage lonen te werken. Eind negentiende eeuw bepleiten vrouwenbewegingen solidariteit en de godsdienstige, morele en materiële belangen van de vrouw. Het door Victoire Cappe en Maria Baers gestichte Algemeen Secretariaat voor Christelijke Vrouwelijke Beroepsverenigingen richt vanaf 1914 vormingscursussen in voor arbeidsters, juffrouwen en dames.
Via hun dienstbetoon maken leerlingen propagandisten de arbeidsters warm voor godsdienst en sociaal engagement. Tussen 1916 en 1919 volgen prominenten uit de vrouwenbeweging vormingscursussen en na de oorlog breiden de leergangen uit tot niet-buitenhuis werkende vrouwen. Ook zij worden in hun ontspanning, kansen en gezinsleven getekend door de arbeidssituatie van hun wederhelft. Daarom richt de organisatie zich op syndicale actie, op het opvoedende, sociale en culturele werk. Ze ontwikkelt aandacht voor belangenverdediging, ontvoogding, vorming en maatschappelijk dienstbetoon. Het is in die context dat in 1920 de oprichting van het Algemeen Secretariaat van de Christelijke Sociale Vrouwenwerken van België (later KAV) én de oprichting van de twee allereerste sociale scholen plaatsvinden.
De initiatieven van Maria Baers (die behalve edelmoedigheid, bekwaamheid nodig acht en een preventieve aanpak boven een curatieve stelt) leiden op 17 januari 1920 tot de instelling van de Nederlandstalige Katholieke Sociale Normaalschool voor vrouwen en op 15 februari tot de Franstalige École Normale sociale Catholique pour femmes in Brussel. De school is vooral een kaderschool voor vrijgestelden van de KAV, zo blijkt uit een overzicht van pater DuBois die in 1928 de tewerkstelling van de oud-studenten natrekt. Op een totaal van 72 afgestudeerden komt één op drie in de KAV terecht.

### Vanderveldes model

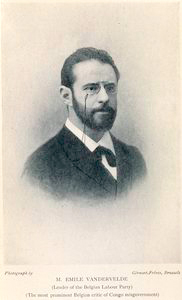
Emile Vandervelde

Eveneens in 1920 benadrukt de socialistische minister van justitie Emile Vandervelde de nood aan geschoolde beroepskrachten in de hulpverlening én de oprichting van een sociale school. De sociaal progressieve Vandervelde bindt de strijd aan tegen alcoholisme, criminaliteit en jeugdverwaarlozing. In het verslag aan de koning wijst hij op de nood aan adequate methodes en technieken in de hulpverlening en het belang van de kennis van mechanismen die het sociale leven beheersten. Vandervelde stelt een werkgroep samen met professoren van de vier universiteiten op dat moment: Luik, Leuven, Gent en Brussel. Verder zijn er in de werkgroep prominente filantropen zoals de Brusselse schepen voor sociale werken Jean Pladet, directrice Derscheid van Service Social Hospitalier, de secretaris van het Rode Kruis en de voorzitter van het Belgisch Comité voor maatschappelijk werk dokter Sand. Op 20 januari 1920 richt de werkgroep tijdelijk cursussen in, die kort na de instelling van de Katholiek sociale normaalschool voor vrouwen, in oktober 1920 uitgroeien tot de rijksinstelling École Centrale de Service Sociale.
Niet geheel toevallig, wetende dat door de wet op de kinderbescherming de nood aan een deskundige hulpverlening ontstaat, hecht het Koninklijk Besluit van 31 oktober 1920 de school aan het ministerie van justitie. Ook de eerder opgerichte katholieke school ressorteert vanaf nu onder justitie. De gemengde en godsdienstig neutrale instelling voorziet in een opleiding sociaal werk en stelt als objectief beroepskrachten te vormen in maatschappelijk dienstbetoon, op de gebieden van voeding, hygiëne en bijstand. Afgestudeerden kunnen in openbare en private hulpverleningsdiensten terecht. Vandervelde stelt de onderwijsinstelling voor als een modelinrichting. Provincies, gemeenten of particulieren die mogelijkerwijs scholen oprichten, komen in aanmerking voor erkenning en beperkte subsidiëring als ze hun programma afstemmen op de École centrale de service social. Op 27 mei 1922 vormt de liberale opvolger van Vandervelde, Fulgence Masson, de staatsinrichting om tot een private instelling omdat de organisatie "soepelheid vraagt als ook een vrijheid in handelen, die moeilijk overeen te brengen is met het karakter van een staatsinstelling." Desalniettemin prikkelen de besluiten van voor 1922 de oprichting van gelijkaardige scholen. Het verplicht minimumprogramma is eenvoudig in de zuil in te passen, de scholen ontvangen subsidies en de studenten een officieel diploma. Deze drie stimulie geven het vrij initiatief groen licht en in twee jaar tijd komen acht sociale scholen tot stand.
De organisaties en de ingewikkelde sociale wetgeving versterken de nood aan professionele krachten. Deze tendensen doen katholieken, socialisten en liberalen naar blijvende opleidingsvormen zoeken, wat uitmondt in een eerste oprichtingsgolf van sociale scholen. Tussen 1920 en 1922 ontstaan acht instellingen die de onderlinge machtsverhoudingen tussen de politieke signaturen weerspiegelen. Onderstaande tabel geeft een overzicht van de stichting van de eerste sociale scholen in België.
| Stichting     | Naam                                              | Signatuur     | Locatie   |
| ------------- | ------------------------------------------------- | ------------- | --------- |
| Januari 1920  | Katholieke sociale normaalschool voor vrouwen     | Katholiek     | Brussel   |
| Februari 1920 | École normale sociale catholique pour femmes      | Katholiek     | Brussel   |
| Oktober 1920  | École centrale de service sociale                 | Socialistisch | Brussel   |
| Oktober 1921  | School voor maatschappelijk dienstbetoon          | Liberaal      | Antwerpen |
| Oktober 1921  | École ouvrière supérieure                         | Socialistisch | Ukkel     |
| April 1922    | Arbeidershogeschool                               | Socialistisch | Brussel   |
| Mei 1922      | Centrale hogeschool voor christen arbeiders       | Katholiek     | Heverlee  |
| Mei 1922      | École centrale supérieure pour ouvriers chrétiens | Katholiek     | Leuven    |

De snelle uitbouw doet justitieminister Vandervelde denken aan een raad der scholen voor maatschappelijk dienstbetoon. De samenstelling van de raad toont dat Vandervelde zo veel mogelijk belanghebbenden wil betrekken. De raad omvat twee leden die zetelen namens de minister van justitie, vijf vertegenwoordigers van de scholen en vier leden die de ministeries van nijverheid, arbeid en bevoorrading, van wetenschappen en kunsten, van buitenlandse zaken en van koloniën vertegenwoordigen. De raad adviseert inzake toelatingsmodaliteiten, studieprogramma's en examinering. Scholen kunnen niet opgericht worden zonder advies van de raad en zo houdt de overheid een vinger in de pap. Bovendien kan de overheid, op advies van de raad, toelagen intrekken als een derde van de leerlingen niet slaagt.

## De eerste stichtingsgolf van sociale scholen
Tijdens en kort na de Tweede Wereldoorlog schieten in Vlaanderen en Wallonië sociale scholen als paddenstoelen uit de grond. Twee elementen stimuleren de ontwikkeling; de schoolstrijd en de naoorlogse maatschappelijke interesse.
| Stichting | Naam                                                           | Locatie     |
| --------- | -------------------------------------------------------------- | ----------- |
| 1942      | Centre de formation sociale                                    | Luik        |
| 1943      | École provinciale de service social                            | Luik        |
| 1943      | École catholique de service social                             | Charleroi   |
| 1945      | École provinciale de service social                            | Châtelineau |
| 1946      | Katholieke school voor vrouwen                                 | Antwerpen   |
| 1947      | Institut d'études sociales de l'état                           | Bergen      |
| 1947      | Stedelijke sociale school                                      | Antwerpen   |
| 1948      | Katholieke School voor Maatschappelijk Dienstbetoon            | Kortrijk    |
| 1948      | School voor Maatschappelijk Dienstbetoon                       | Roeselare   |
| 1949      | Rijksinstituut voor sociale studiën                            | Kortrijk    |
| 1953      | Stedelijk hoger instituut voor sociale studie                  | Gent        |
| 1960      | Hoger rijksinstituut voor handel en administratie, afdeling MD | Diest       |
| 1962      | Instituut voor sociale studiën                                 | De Haan     |
| 1973      | Hoger instituut voor sociale studies                           | Geel        |

### De socialistische vakbeweging
Sinds haar oprichting in 1911 beoogt De Centrale voor Arbeidersopvoeding drie doelen: de politieke bewustwording van de massa, de verruiming van verantwoordelijkheden en het organiseren van een militante opleiding. Hendrik de Man (1885-1953) zorgt er als eerste secretaris-generaal voor leergangen, voordrachten en studiereizen. Hij wil de centrale omvormen tot een permanent instituut. Geldgebrek, interne problemen en het ontslag van de Man vegen het idee tot na de oorlog van tafel.
Het duurt tot 2 oktober 1921 voor de École Ouvrière Supérieure in Ukkel gesticht wordt. Op 1 april 1922 volgt de Vlaamse Arbeidershogeschool met Hendrik de Man als directeur en met 25 studenten. In de Waalse vleugel studeren ook 25 studenten. Het onderricht in internaatsverband richt zich expliciet tot leden van de socialistische beweging. Om als student in aanmerking te komen, is men lid bij de syndicale beweging. Aansluiting bij de partij, de mutualiteit, de coöperatieve is wenselijk.
Van meet af aan kiezen de stichters en vooral de Man voor het ervaringsgericht leren en stellen ze de arbeider centraal. "Men moet op die leeftijd zo weinig mogelijk vaste leesstof geven en daarentegen zo veel mogelijk methoden van zelfonderricht toepassen, die het mogelijk zouden maken het gehele leven om te vormen tot een voortdurend proces van zelfopvoeding." Vandaar dat vooral militanten met arbeidservaring de belangrijkste populatie uitmaken. "Jonge mannen, waarvan de meesten tussen de 20 en de 30, die weinig onderwijs op de lagere school genoten, maar met een zekere maatschappelijke ervaring" aldus de Man.
De gemiddelde leeftijd van de studenten ligt aanmerkelijk hoger dan in de andere instituten en voor sommigen onder hen is de school en het internaat geen soepele omgeving. Een aantal onder hen verlaat de instelling en keert ongediplomeerd naar de fabriek terug, waar ze hun sociale actie verderzetten. Na WOII verdwijnen deze 'arbeidersstudenten'.

### De christelijke vakbeweging
Aan de plotse boom van sociale scholen is enige wedijver niet vreemd. De Socialistische Arbeidershogeschool is een doorn in het oog van de Katholieke arbeidersbeweging. kardinaal Mercier motiveert de inwijding van de Leuvense Centrale hogeschool op 19 juni 1923 als volgt: "Onze school is in onze opvatting, niet alleen een onderwijsinrichting, maar vooruit en vooral, een opvoedingsgesticht, waar zedelijke hoogstaande mannen moeten gevormd worden." Bezieler en voorvechter van het eerste uur, pater Perquy verwoordt het zuilbelang. "Indien de christen arbeiders niet beschikken over een keurbende van propagandisten bekwaam om hen waardig te vertegenwoordigen, door de bekwaamheid hunner kennis, zullen ze zonder invloed blijven en zullen de sociale hervormingen verwezenlijkt worden buiten de christelijke gedachte om." De christelijke scholen recurteren in de gegeven doelgroep en rekenen op de medewerking van hun arbeidersbeweging. Desalniettemin trekt de school in een eerste fase nauwelijks studenten.

### De liberalen
Vermelden we ten slotte het initiatief van een Antwerpse groep liberalen die op 15 oktober 1921 de tweetalige School voor Maatschappelijk Dienstbetoon - École de Service Social - stichten in de Vrièrestraat 33. De school bereidt mannen en vrouwen voor op "functies in openbare en private werken van onderstand." Van meet af aan heeft de school "een eersterangsplaats weten in te nemen en mocht zij zich verheugen in de sympathie van de families, die hun kinderen een betere toekomst wilden verzekeren. Zij werkt innig samen met openbare en private werken van onderstand." Na de Tweede Wereldoorlog verdwijnt de school.

### Programma
Om toegelaten te worden tot het sociaal onderwijs vereiste de wet in de jaren twintig dat de kandidaat achttien jaar oud is, over een goede gezondheid en de noodzakelijke ontwikkeling beschikt. De cyclus bestaat uit twee jaargangen. Tijdens het eerste jaar verwerken de studenten driehonderd theorie-uren: arbeidsrecht, publiek, burgerlijk en administratief recht, politieke en sociale economie, psychologie, statistiek, kantoor, documentatie, ziekenverzorging, hygiëne. Ook de "protectie van het zwarte kind in de kolonies" maakt deel uit van het pakket. Om met het werkveld kennis te maken, worden vijftig studiebezoeken en seminaries georganiseerd. Een examen voor een centrale jury rondt het jaar af.
Vanaf 1923 breidt de praktijk uit met 150 uren oefeningen en seminaries. Afhankelijk van de school waar men studeert, kiest de student in het tweede jaar een afdeling: kinderen, tehuizen, bijstand, maatschappelijke verzekering, nijverheid of bibliotheken. De differentiatie stoomt de student klaar voor een specifieke sector.

## Sociaal hoger onderwijs in Vlaanderen
Door de grote fusie- en hervormingsoperatie in het hoger onderwijs in Vlaanderen van 1995 verdwenen de sociale hogescholen als afzonderlijk instituut. Ze werden opgenomen in een grotere hogeschool, maar blijven soms nog herkenbaar als "departement" of afzonderlijke "campus". Het vroegere "sociaal hoger onderwijs" komt anno 2012 grotendeels overeen met onderwijs op het niveau professionele Bachelor in het studiegebied "Sociaal-agogisch werk", met volgende opleidingen (studierichtingen):
- Gezinswetenschappen
- Sociale readaptatiewetenschappen
- Maatschappelijke veiligheid
- Orthopedagogiek, met afstudeerrichtingen:
  - Orthopedagogie
  - Toegepaste (jeugd)criminologie
- Sociaal Werk, met afstudeerrichtingen:
  - Maatschappelijk werk
  - Maatschappelijke advisering
  - Personeelswerk
  - Sociaal-cultureel werk
  - Syndicaal werk en sociaal beleid
- Toegepaste psychologie, met afstudeerrichtingen:
  - Arbeids- en organisatiepsychologie
  - Klinische psychologie
  - Schoolpsychologie en pedagogische psychologie

De opleidingen geven recht op een officiële benaming, erkend in Vlaanderen. Deze benaming staat op het diploma. De afstudeerrichtingen zijn toevoegingen van de hogescholen die erkend worden via overleg tussen de hogescholen in Vlaanderen. De naam van de afstudeerrichting wordt vermeld op het (verplichte) diplomasupplement. Dit diplomasupplement beschrijft de door de gediplomeerde behaalde credits.
Ten slotte leveren sommige (Vlaamse) diploma's ook een beschermde federale (Belgische) titel op, bijvoorbeeld maatschappelijk assistent, verpleegkundige of arts.